# Угриновская сельская община
Угриновская сельская общи́на (укр. Угринівська сільська громада) — территориальная община в Ивано-Франковском районе Ивано-Франковской области Украины.
Административный центр — село Угринов.
Население составляет 3366 человека. Площадь — 17,9 км².

## Населённые пункты
В состав общины входят 2 села:
- Клузев
- Угринов